# Цензурування Вікіпедії
Сьогодні Вікіпедія заблокована у Китаї, але вона підлягала цензурі у низці країн, включаючи Китай, Францію, Німеччину, Іран, Пакистан, Росію, Саудівську Аравію, Сирію, Таїланд, Туніс, Туреччину, Велику Британію, Узбекистан та Венесуелу. Деякі з випадків блокування є типовими прикладами поширеної інтернет-цензури, яка включає й вміст Вікіпедії. Частина з них — це заходи, що перешкоджають перегляду певного вмісту, який вважається образливим чи неприйнятним.
Тривалість блокувань варіюється від кількох днів до кількох років. Коли Вікіпедія працювала за протоколом HTTP, уряди країн могли заблокувати певні статті, однак з 2011 року Вікіпедія почала переходити на HTTPS. 2015 року цей перехід завершився і з того часу єдиним можливим варіантом цензури стало повне блокування мовного розділу. Це сприяло тому, що частина країн відмовилася від блокувань статей взагалі і зробила Вікіпедію вільною, а частина розширила свої заборони на весь сайт. Наразі Вікіпедія заблокована у Китаї (з 23 квітня 2019 року).

## За країною

### Австралія
2018 року головний суддя Вікторіанського округу Пітер Кідд у межах судового процесу над австралійським кардиналом Джорджем Пеллом виніс рішення про неприпустимість публікації доказів обвинувачення та вироку суду. Цей порядок застосовується «у всіх австралійських штатах та територіях» та «на будь-якому вебсайті чи в іншому електронному або широкомовному форматі, доступному в межах Австралії». Це чітко включало Вікіпедію, яку цитували, але не стягували плату.

### Китай
Доступ до Вікіпедії у Китаї не був стабільним через жорстку цензуру китайського мовного розділу, а з квітня 2019 року в Китаї заблоковані всі версії енциклопедії.
Китайська Вікіпедія була запущена в травні 2001 року. Вікіпедія отримала позитивне висвітлення в державній пресі Китаю на початку 2004 року, але була заблокована 3 червня 2004 року, напередодні 15-ї річниці протестів на площі Тяньаньмень 1989 року. Пропозиції щодо самоцензури в спробі відновити сайт китайською спільнотою Вікіпедії були відхилені. Однак історія International Herald Tribune, що порівнює записи в китайській та англійській Вікіпедіях на такі теми, як Мао Цзедун та Тайвань, зробила висновок, що китайські записи були «промиті та очищені» від політичних суперечок. 22 червня 2004 року доступ до Вікіпедії було відновлено без пояснень причин. У вересні того ж року Вікіпедія знову була заблокована з невідомих причин але лише на чотири дні. У жовтні 2005 року в Китаї Вікіпедія знову була заблокована. Користувачі Вікіпедії Ши Чжао та Цуй Вей писали листи до технічних працівників та органів влади, намагаючись переконати їх розблокувати вебсайт. У листі наголошувалося, що: «Блокуючи Вікіпедію, ми втрачаємо шанс представити голос Китаю світові, дозволяючи злим культам, силам незалежності Тайваню та ін. … представляти спотворене зображення Китаю».
У жовтні 2006 року The New York Times повідомив, що англійська Вікіпедія була розблокована в Китаї, хоча китайська Вікіпедія залишалася заблокованою. Дослідник засобів масової інформації Ендрю Лі в блозі повідомив, що не може прочитати англомовну статтю про протести на площі Тяньаньмень 1989 року в Китаї. Лі також заявив, що «не існує монолітного керування Великим Брандмауером Китаю», зазначивши, що для користувачів різних постачальників послуг Інтернету в різних місцях Китаю — China Netcom в Пекіні, China Telecom в Шанхаї та різних провайдерів в Аньхої — Китайська Вікіпедія була заблокована лише в Аньхої. Організація «Репортери без кордонів» похвалила лідерів Вікіпедії за те, що вони не цензурувались.
10 листопада 2006 року Лі повідомив, що китайська Вікіпедія була повністю розблокована. Лі підтвердив повне розблокування через кілька днів і запропонував частковий аналіз наслідків на основі швидкості створення нових облікових записів у китайській Вікіпедії. До розблокування створювалося 300—400 нових облікових записів щодня. За чотири дні після розблокування кількість нових реєстрацій збільшилася втричі і перевищила 1200 щоденних, що зробило китайський мовний розділ другим за темпами зростання після англійського. Аналогічно, було на 75 % більше статей, створених за тиждень, що закінчується 13 листопада, ніж протягом тижня раніше. У той самий вихідний, коли китайська Вікіпедія пройшла позначку в 100 000 статей, Лі передбачив, що 100 000 статей буде створено досить швидко, але що існуючий корпус користувачів китайської Вікіпедії має навчати нових користувачів основним політикам та нормам Вікіпедії.
16 листопада 2006 інформаційне агентство Reuters повідомило, що головна сторінка китайської Вікіпедії доступна для перегляду, але не сторінки з деякими табуйованими політичними сюжетами, такими як «4 червня [протести 1989 року]». Однак наступні звіти дозволяють припустити, що і китайську, і англійську версії було розблоковано 17 листопада. 15 червня 2007 року було відновлено доступ до неполітичних статей в англійській Вікіпедії. 6 вересня 2007 року IDG News повідомила, що англійська Вікіпедія знову була заблокована в Китаї. 2 квітня 2008 року Reuters повідомив, що блоки на англійській та китайській Вікіпедіях були зняті, що також підтвердила новинна служба BBC. Це відбулося через наявність закордонних журналістів, які прибували до Пекіна, щоб висвітлювати літні Олімпійські ігри 2008 року, та на прохання Міжнародного олімпійського комітету про свободу преси під час ігор. У вересні 2008 року Джиммі Вейлз провів зустріч із віцедиректором Інформаційного бюро Державної ради Китаю Цай Мінджао.
Згідно з повідомленням, опублікованим в American Economic Review у 2011 році, блокування китайської Вікіпедії не тільки зменшило групу користувачів, але й зменшило внески нерозблокованих користувачів в середньому на 42,8 %.
2012 році в Китаї були доступні китайський і англійський мовні розділи за винятком політичних статей. Якщо китайський ІР намагався отримати доступ (включаючи пошук) «чутливої» статті, IP блокували і відвідування Вікіпедії було недоступним впродовж від кількох хвилин до години.
Влада Китаю почала блокувати доступ до захищеної (HTTPS) версії сайту 31 травня 2013 року, хоча незахищена (HTTP) версія все ще доступна — остання вразлива для фільтрації за ключовими словами, що дозволяє вибірково блокувати окремі статті. Greatfire закликав Вікіпедію та користувачів обійти блок, отримуючи доступ до інших IP-адрес, що належать Вікіпедії, за допомогою HTTPS. У 2013 році, після того, як Джиммі Вейлз заявив, що Вікіпедія не терпить «5 секунд» цензури, Шен Ї, дослідник Інтернету в університеті Фудань в Шанхаї, заявив, що, хоча «Вікіпедія проти китайського уряду, це може бути не обов'язково таким великим» стикаючись з вимогами уряду США або європейського правосуддя щодо зміни або видалення статей або розкриття інформації".
З червня 2015 року всі мовні розділи перенаправляють запити HTTP на відповідні адреси HTTPS, тим самим роблячи шифрування обов'язковим для всіх користувачів. Як наслідок, китайські цензори не можуть бачити, які конкретні сторінки переглядає людина, а тому не можуть блокувати певну підмножину сторінок (наприклад, Ай Вейвей, Лю Сяобо або Площа Тяньаньмень), як це було у минулі роки. У результаті Пекін вирішив заблокувати всю китайську Вікіпедію станом на червень 2015 року. Засновник Вікіпедії Джиммі Вейлз заявив, що прилетить до Китаю, щоб розблокувати сайт протягом двох тижнів на саміті Leadership Energy Asia Asia в Куала-Лумпурі 2 грудня 2015 року. Уряд КНР повністю заблокував усі мовні версії сайту знову 4 грудня (за місцевим часом). Велика кількість китайських користувачів Інтернету скаржилася на це блокування у соціальних мережах, хоча більшість скарг було видалено. Однак вдень 6 грудня (за місцевим часом) у Китаї знову вдалося відвідати іншомовні розділи Вікіпедії.
Джиммі Вейлз зустрівся з Лу Вей, директором управління кіберпростором Китаю 17 грудня 2015 року під час Всесвітньої інтернет конференції, що проходила в м. Учжень, Чжецзян. Вейльз розповів Лу Вей, як працюють Вікіпедія та Вікімедія у світі, та висловив сподівання регулярно зустрічатися з Лу Вей та Кіберпросторовою адміністрацією Китаю в майбутньому. Коли журналіст запитав, чи він буде сприяти приховуванню певної інформації для підтримки стабільної роботи в Китаї, він відповів «Ніколи». Попри це, виступ Джиммі Вейлза також був цензурованим. У межах панельної дискусії було сказано про те, що вдосконалення машинного перекладу може унеможлити владі контролювати потоки інформації в майбутньому. Однак в офіційному перекладі його заявою було те, що такі вдосконалення допоможуть урядам краще проаналізувати інтернет-комунікації.
Зашифрована японська Вікіпедія заблокована в Китаї з 28 грудня 2017 року.
23 квітня 2019 року в Китаї були заблоковані всі мовні розділи Вікіпедії.

### Франція

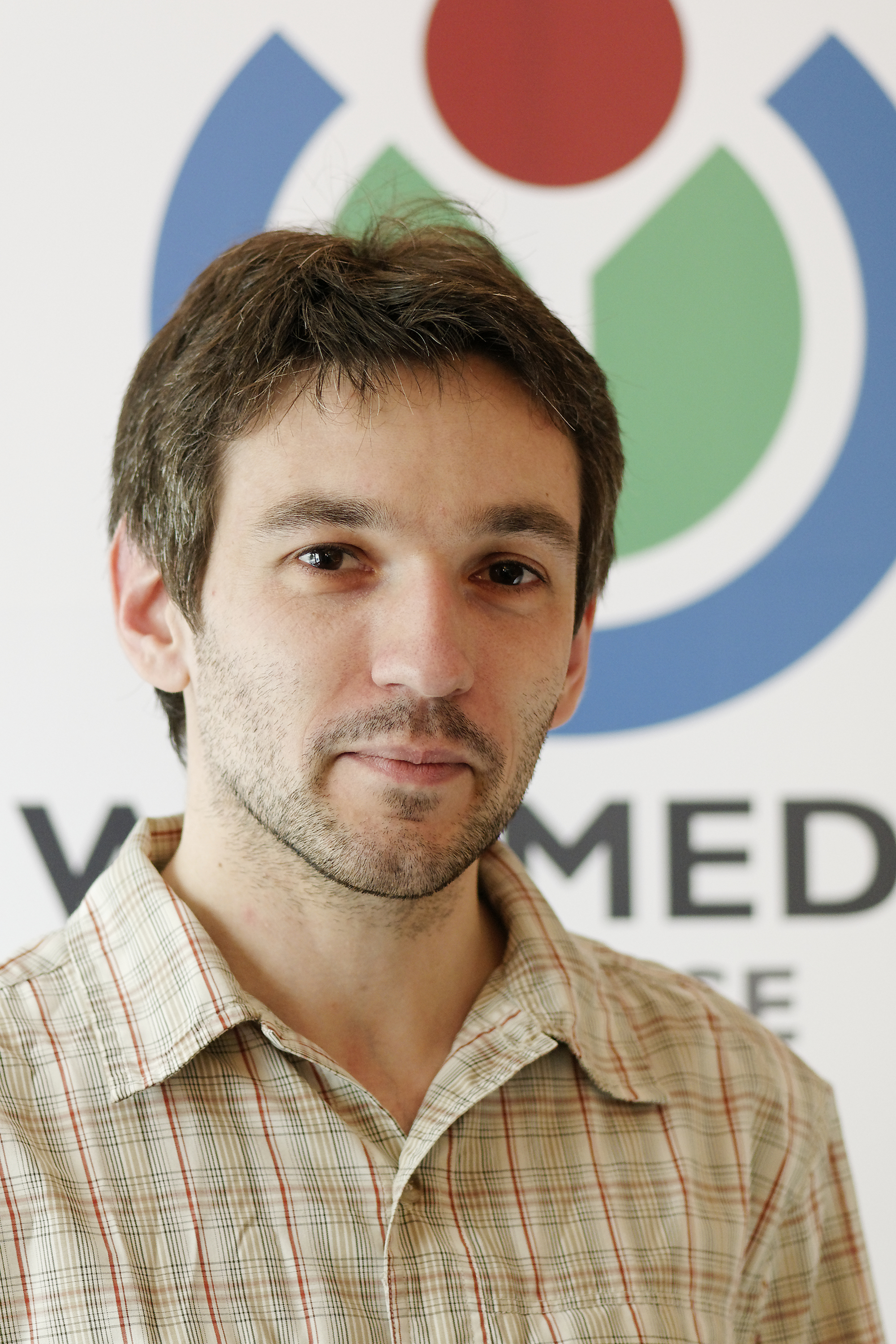
Ремі Матіс, адміністратор французької Вікіпедії, на якого здійснювався тиск.

У квітні 2013 року стаття у Вікіпедії, що описує військову радіостанцію П'єр-сюр-От, привернула увагу французької агенції внутрішніх розвідок DCRI. Агентство намагалося видалити статтю про цей об'єкт із французької Вікіпедії. DCRI тиснув на адміністратора Французької Вікіпедії Ремі Матіса. Представниками Фонду Вікімедіа було поставлене питання до DCRI щодо того, у чому були претензії до статті. Вона відображала інформацію з документального фільму 2004 року, зробленого французьким місцевим телебаченням Télévision Loire 7, який є у вільному доступі в Інтернеті. DCRI відмовився надати ці деталі та повторив свою вимогу про вилучення статті.
Пізніше статтю було відновлено іншим автором Вікіпедії, який жив за межами Франції, у Швейцарії. У результаті суперечки стаття стала найпопулярнішою сторінкою у Французькій Вікіпедії із понад 120 000 переглядами упродовж 6–7 квітня 2013 року. Також її було перекладено іншими мовами. Французькі газети 20 хвилин, Ars Technica, та Slashdot зазначили це як живий приклад ефекту Стрейзанд. Міністерство внутрішніх справ Франції заявило агентству France-Presse, що не буде коментувати інцидент.
Згідно з судовим джерелом, яке цитується в сюжеті AFP 8 квітня, вилучення статті «було здійснене як частина попереднього розслідування» під керівництвом «антитерористичної секції паризької прокуратури» на підставі статті Вікіпедії з французької мови поставлено під загрозу «службову інформацію, пов'язану з ланцюгом передачі ядерних замовлень».
Після інциденту «Télévision Loire 7» заявила, що очікує, що DCRI попросить видалити фільм 2004 року, на якому базується стаття у Вікіпедії, хоча він був випущений з погодженням та співробітництві збройних сил Франції. Національний союз комісарів поліції запропонував наступним кроком судової влади доручити французьким постачальникам Інтернет-послуг заблокувати доступ до статті Вікіпедії. Однак неурядова організація, заснована у Франції, «Репортери без кордонів», розкритикувала дії DCRI як «поганий прецедент». Прессекретар організації заявив Le Point, що «якщо установа вважає, що інформація про секретний об'єкт була оприлюднена, вона має всі можливості бути визнана судами, аргументуючи та уточнюючи її застосування. Тоді саме суддя, захисник основних свобод, повинен оцінювати реальність і ступінь військової таємниці». Прессекретар зазначив, що інформація, що міститься у статті, походить із документального фільму, який раніше був знятий та розповсюджений у співпраці з армією, і що посередники не повинні нести відповідальність.

### Німеччина
Ухвала суду 2009 року заборонила німецькій Вікіпедії розкривати особу Вольфганга Верле та Манфреда Лобера, двох злочинців, засуджених за вбивство баварського актора Вальтера Седлмайра. В іншому випадку Wikipedia.de (інтернет-домен, керований Wikimedia Deutschland) було заборонено вказувати на власне вміст Вікіпедії. Ухвала суду була тимчасовою забороною у справі, яку порушив політик Лутц Хайльман через претензії щодо його участі в розвідувальній службі колишньої Німецької Демократичної Республіки Штазі .

### Іран
У доповіді в листопаді 2013 року, опублікованій Центром глобальних комунікаційних досліджень Університету Пенсільванії, дослідники Колін Андерсон та Німа Назері відсканували 800 000 статей у Вікіпедії перською та встановили, що уряд Ірану блокує 963 сторінок. За словами авторів, «Цензори неодноразово націлювали сторінки Вікіпедії про конкурентів уряду, релігійні переконання меншин та критику держави, чиновників та поліції. Трохи менше половини заблокованих Wiki-сторінок — це біографії, включаючи сторінки про осіб, яких влада нібито затримала або вбила». Андерсон зазначив, що перська Вікіпедія, як мікрокосм іранського Інтернету, є «корисним місцем для розкриття типів забороненого в Інтернеті типового вмісту та відмінним шаблоном для виявлення тем, що блокують ключові слова та правила фільтрації, які застосовуються в Інтернеті». У травні 2014 року, за інформацією Mashable, уряд Ірану заблокував принаймні дві сторінки в Перській Вікіпедії.
2015 року програмне забезпечення Вікіпедії перейшло на протокол HTTPS, не залишивши уряду Ірану іншого вибору, крім того, щоб блокувати її повністю або взагалі не блокувати. Іран обрав останнє. Wikimedia Commons була заблокована упродовж першої половини 2016 року, але з тих пір блок було знято.

### Пакистан
31 березня 2006 року весь домен Wikipedia.org був заблокований у Пакистані, оскільки одна стаття містила інформацію, що стосується спірних зображень пророка Магомета.
Англійська версія Вікіпедії була заблокована в Пакистані впродовж кількох днів у травні 2010 року під час суперечки, щодо карикатури Everybody Draw Mohammed Day.

### Росія
5 квітня 2013 року речник Федеральної служби з нагляду за зв'язком, інформаційними технологіями та засобами масової інформації (також відомий як Роскомнагляд) підтвердив, що Вікіпедія потрапила в чорний список, заявивши, що вона мала бути там «давно. Я не знаю, чому лише зараз вони прокинулися». Ця заява була зроблена того ж дня, коли російська Вікіпедія отримала повідомлення від Роскомнагляду про необхідність видалення статті «Куріння канабісу» із загрозою повного блокування мовного розділу. Цензура в Інтернеті стала більш поширеною після прийняття нового закону у березні 2013 року, який дозволив уряду блокувати вміст, який вважається незаконним або шкідливим для дітей.
З 18 серпня 2015 року, Роскомнадзор доручив адміністраторам Росії Вікіпедії видалити статтю про Чарас, різновид коноплі, інакше вони будуть змушені повністю блокувати Вікіпедію (часткові обмеження були введені раніше). Роскомнадзор пояснив, що «якщо Вікіпедія вирішила функціонувати на основі https, що не дозволяє обмежувати окремі сторінки на своєму сайті, весь вебсайт буде заблокований», якщо вони не дотримуються. У відповідь на блок, що насувається, директор НП «Вікімедія» Володимир Медейко стверджував, що статтю вже було швидко та адекватно переписано для усунення суперечливих моментів та задоволення порядку, використовуючи наукові статті та документи ООН, і також спробували зберегти текст, перенісши його до статті «Хашиш (ру: Гашиш)». Представники Вікіпедії заявили, що якщо доступ буде обмежений, вони подадуть скаргу до прокуратури проти Роскомнагляду та оскаржать рішення. Передбачаючи заборону, російська Вікіпедія опублікувала ресурс під назвою «Що робити, якщо Вікіпедія була заблокована». 24 серпня Роскомнадзор доручив російським інтернет-провайдерам заблокувати Вікіпедію. У ніч на 25 серпня близько 10-20 % російських користувачів мали проблеми з доступом до Вікіпедії, який залежить від регіонів та пристроїв, що використовуються. Також в цю ж дату статтю Чарас було вилучено з реєстру заборонених статей. Роскомнадзор пояснив, що «повідомили Федеральну службу контролю за наркотиками, що було внесено достатньо змін, що відповідають умовам ухвали суду».
18 серпня 2022 року було озвучено, про розробку власної енциклопедії - "Руніверсаліс", що мала базуватися на статтях російської версії Вікіпедії, але буде модеруватися відповідно до побажань влади Россії.
23 серпня 2022 року за доменом "http://xn--h1ajim.xn--p1ai/"(руни.рф) була спроба запуску аналога Вікіпедії, але сайт майже миттєво впав. 

### Саудівська Аравія
11 липня 2006 року уряд Саудівської Аравії заблокував доступ до Google та Вікіпедії через те, що, на його думку, вони містять багато сексуального та політичного контенту. Велика кількість статей англійської та арабської Вікіпедії були цензуровані в Саудівській Аравії, а Вікіпедія ще неодноразово блокувалась.

### Сирія
Доступ до арабської Вікіпедії був заблокований в Сирії з 30 квітня 2008 по 13 лютого 2009, хоча інші мовні розділи залишалися доступними для перегляду та редагування.

### Туніс
Вікіпедія була недоступна у Тунісі у період з 23 по 27 листопада 2006 року.

### Туреччина
29 квітня 2017 року група моніторингу Turkey Blocks виявила відсутність доступу до всіх мовних розділів Вікіпедії на всій території Туреччини. Блокування сталося після того, як турецька влада не отримала задовільної відповіді від Вікіпедії на вимогу «видалити вміст письменників, які підтримують терор та пов'язані з терористичними групами».
Повному блокуванню передувала часткова цензура певних статей, що мали певний політичний чи етичний зміст: «KADIN üreme organları» (вульва), «insan penisi» (людський пеніс), «2015 Türkiye genel seçim anketleri» (2015 Результати опитування щодо виборів в Туреччині), «vajina» (вагіна) і «testis torbası» (мошонка). Рішення суду щодо цієї цензури не було. Один турецький інтернет-провайдерів TTNET спекулятивно припускав, що Вікіпедія зламана, але Кетрін Мар із Фонду Вікімедіа спростувала цю інформацію.
Станом на грудень 2019 року, Вікіпедія все ще була заблокованою в Туреччині, однак була доступна в турецьких університетах із покриттям eduroam.
Вночі з 15 на 16 січня 2020 року блокування Вікіпедії в Туреччині було припинено.

### Велика Британія
У грудні 2008 року неурядова організація «Internet Watch Foundation», що розташована у Великій Британії, додала статтю Вікіпедії Virgin Killer до свого чорного списку в Інтернеті через обкладинку альбому. На обкладинці зображена дитина у такій позі, яку можна класифікувати як: «еротичні позування без сексуальної активності». У результаті багато великих постачальників Інтернет-послуг у Великій Британії заблокували перегляд усієї статті за допомогою системи Cleanfeed, і значна частина користувачів не мала змоги редагувати Вікіпедію завдяки засобам, які використовували IWF для блокування зображення. Після обговорення з представниками Фонду Вікімедіа та скарг громадськості IWF через три дні відмінили своє рішення і підтвердили, що надалі вони не будуть блокувати копії подібних зображень розміщених на закордонних хостингах.

### Узбекистан
2007 та 2008 роках в Узбекистані двічі на короткий час була заблокована Вікіпедія. Також блокування узбецької Вікіпедії привернуло увагу міжнародної преси наприкінці лютого 2012 року. Користувачі Інтернету в Узбекистані не мали можливості відкривати статті узбецькою мовою, відбувалося перенаправлення на MSN, хоча з іншими мовними розділами проблем не викникало.
У жовтні 2016 року узбецька Вікіпедія стала доступною для узбецьких користувачів через протокол HTTPS.

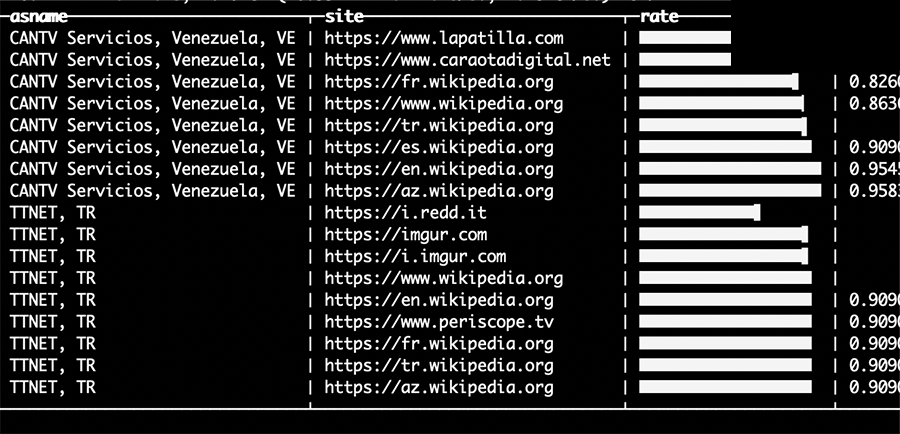
Netblocks повідомляють про випадки блокування Вікіпедії у Венесуелі компанією CANTV станом на 12 січня 2019 року

### Венесуела
Увечері 12 січня 2019 року Інтернет-обсерваторія NetBlocks зібрала технічні докази блокування Вікіпедії у Венесуелі. Обмеження здійснювала компанія CANTV, найбільший в країні телекомунікаційний постачальник. NetBlocks виявила, що це збіглося з іншими обмеженнями, які вплинули на здатність венесуельців спілкуватися та отримувати доступ до інформації протягом попередніх 24 годин. Вважається, що причиною стала стаття, в якій новопризначений президент Національної асамблеї Хуан Гуайдо був названий «51-м президентом Республіки Венесуела». Зібрані дані також показали, що нещодавно було обмежено кількість місцевих вебсайтів, що свідчить про те, що недавня політична нестабільність може бути основною причиною жорсткого режиму контролю в Інтернеті.. Намагання опанувати інформаційний простір Венесуели стають зрозумілими на фоні масованого втручання в ситуацію в цій країні російських спецслужб.